# Gaultheria berberidifolia
Gaultheria berberidifolia är en ljungväxtart som beskrevs av Herman Otto Sleumer. Gaultheria berberidifolia ingår i släktet Gaultheria och familjen ljungväxter. Inga underarter finns listade i Catalogue of Life.